# Blood & Honour

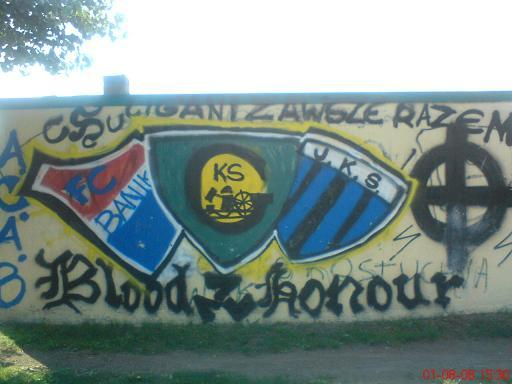
Graffiti w Katowicach

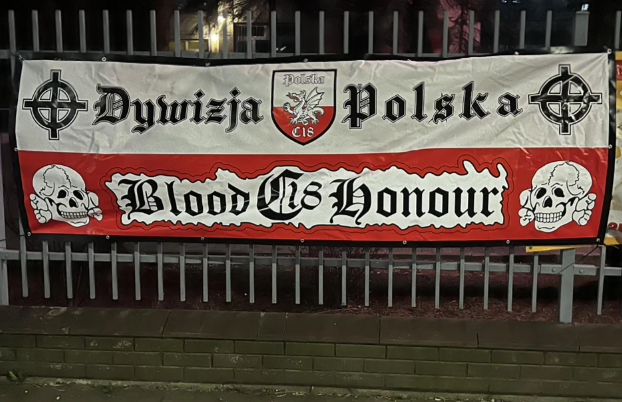
Banner Dywizji Polskiej Blood and Honour na płocie przy szkole

Blood & Honour („Krew i Honor”) – założona przez Iana Stuarta w 1987 roku neonazistowska, skrajnie prawicowa organizacja przestępcza, wywodząca się z Wielkiej Brytanii. Nazwa „Krew i Honor” nawiązuje do motta Hitlerjugend – Blut und Ehre. Organizacja propaguje rasizm, ksenofobię i antysemityzm.

## Historia
Blood & Honour zostało założone w 1987 roku przez frontmana Skrewdriver, Iana Stuarta Donaldsona, wspieranego przez Nicky’ego Crane’a oraz zespoły No Remorse, Brutal Attack, Sudden Impact i Squadron. Zespoły te były wcześniej powiązane z White Noise Club, organizacją zależną od National Front, odpowiedzialną za organizację koncertów Rock Against Communism, prowadzenie wytwórni White Noise Records i wydawanie zina o nazwie White Noise.
Napięcia między Donaldsonem, a kierownictwem White Noise Club rozwinęły się w 1987 roku, ponieważ Donaldson uważał, że White Noise Club wyprowadza pieniądze ze sceny Rock Against Communism, aby wykorzystać je na kampanie polityczne National Front. Skrewdriver Donaldsona oficjalnie odłączył się od White Noise Club w maju 1987 roku, a kilka innych zespołów poszło w jego ślady.
Od 2006 roku organizacje pozarządowe oraz polskie instytucje państwowe dążyły przez kilka miesięcy do likwidacji stron internetowych związanych z tą organizacją. Prokurator wszczął postępowanie  sprawdzające w sprawie akcji Redwatch (bazy wrogów) w internecie. Ponieważ strony organizacji są umieszczone na amerykańskich serwerach, gdzie polscy prokuratorzy nie mogą interweniować bezpośrednio, zwrócono się z prośbą o działanie do organów ścigania USA w drodze pomocy prawnej.
6 lipca 2006 oficjalna strona internetowa polskiej części organizacji, umieszczona na serwerze znajdującym się w Arizonie, została zablokowana po interwencji FBI, otworzono ją jednak na nowo 13 lipca 2006, na innym serwerze, zlokalizowanym w Dallas. 4 sierpnia 2006 stronę ponownie zamknięto, jednak 7 sierpnia została ponownie uruchomiona.
26 czerwca 2019 rząd Kanady uznał Krew i Honor za organizację terrorystyczną.